# Piz Val Gronda
Piz Val Gronda – szczyt Samnaungruppe o wysokości 2812 m n.p.m. Leży na granicy między Szwajcarią (Gryzonia) i Austrią (Tyrol).

## Turystystyka

### Narciarstwo
Na szczyt góry wyjeżdża kolejka linowa w ramach ośrodka narciarskiego Silvretta Arena. Z góry prowadzi ski rout łączący się z pozostałymi trasami ośrodka.

### Wspinaczka
W dolinie Fimbatal, na terytorium Szwajcarii, znajduje się Heidelberger Hütte, schronisko górskie i świetna baza do wspinaczki, z której na szczyt można dojść w około dwie godziny. Oznakowana ścieżka prowadzi do przełęczy Furcla Fenga Pitschna, skąd od południowego zachodu bez ścieżki można dojść na szczyt. Alternatywnie można kontynuować ścieżkę do Fuorcla da Val Gronda (2752 m), która znajduje się na południowy wschód od szczytu, a następnie wspinać się na południowo-wschodnią grań bez ścieżki. Od wschodu do Fuorcla da Val Gronda można dotrzeć oznakowaną ścieżką w około godzinę z Zeblasjoch (2539 m).